# Christmas (film, 2001)
Pour les articles homonymes, voir Christmas.
Christmas ('R Xmas) est un film de Noël américain réalisé par Abel Ferrara, sorti en 2001.

## Synopsis
New York, 1993. Un jeune couple riche et huppé s'apprête à fêter Noël en famille. Issu de l'immigration, il a fait fortune dans le trafic de drogue. Mais lors d'un rendez-vous d'affaire, le mari est enlevé. Si sa femme veut le revoir vivant, elle doit désormais réunir une somme d'argent colossale et le plus rapidement possible.

## Fiche technique
- Titre original : 'R Xmas
- Titre français : Christmas
- Réalisation : Abel Ferrara
- Scénario : Abel Ferrara
- Pays de production : États-Unis
- Format : Couleurs - 1,85:1 - Dolby Digital - 35 mm
- Genre : Drame
- Durée : 85 minutes
- Dates de sortie :
  - États-Unis : 9 mai 2001
  - France :  26 décembre 2001

## Distribution
- Drea de Matteo : la femme
- Lillo Brancato : le mari
- Lisa Valens : Lisa, la fille
- Ice-T : le ravisseur
- Victor Argo : Louie
- Denia Brache : femme de Louie
- Gloria Irizarry : tante
- Naomi Morales : nièce